# Žljezdastodlakavi mravinac
Žljezdastodlakavi mravinac (sukrugljasti mažuran, kretski mažuran, lat. Origanum vulgare subsp. viridulum; sinonim: Origanum heracleoticum), podvrsta divljeg mažurana (porodica usnača) rasprostranjena po južnoj Europi i Aziji, ali u Hrvatskoj je rijetka, pa se može naći tek na jugu Dalmacije. Nekada je bila priznata za samostalonu vrstu kao Origanum heracleoticum.
To je višegodišnja puzava biljka koja voli sunčana mjesta a širi se pomoću rizoma. Cijela biljka ima veoma jak miris, i koristi su u meksičkim, talijanskim i grčkim gastronomskim jelima.
Koristi se kao ljekovito bilje već stoljećima. Lišće i cvjetne stabljike imaju jak antiseptički učinak, a tinktura čaja koristi se za liječenje prehlade, gripe, blagih groznica, probavne smetnje, trbušnih napada i bolnih menstruacija. Također je sedativ i ne smije se uzimati u velikim dozama, a blagi čajevi imaju umirujuće djelovanje i mogu pomoći pri spavanju. Koristi se i za liječenje bronhitisa, astme, artritisa i mišićne boli. Etilno ulje može se koristiti za ublažavanje zubobolje.